# Vuelta al País Vasco 2017
La 57.ª edición de la Vuelta al País Vasco, fue una carrera de ciclismo en ruta por etapas que se celebró entre el 3 y el 8 de abril de 2017 en el País Vasco (comunidad autónoma española), con inicio en la ciudad de Pamplona y final en Éibar. Estuvo compuesta por seis etapas: cinco en ruta y la última en contrarreloj, completando así un recorrido de 828,8 kilómetros.
La carrera formó parte del UCI WorldTour 2017, calendario ciclístico de máximo nivel mundial, siendo la decimocuarta carrera de dicho circuito.
La carrera fue ganada por el corredor español Alejandro Valverde del equipo Movistar Team, en segundo lugar Alberto Contador (Trek-Segafredo) y en tercer lugar Ion Izagirre (Bahrain-Merida).

## Equipos participantes
Tomaron parte en la carrera 20 equipos: 18 de categoría UCI WorldTour 2017 invitados por la organización; 2 de categoría Profesional Continental. Formando así un pelotón de 160 ciclistas de los que acabaron 129. Los equipos participantes fueron:
| WorldTeams (18)- AG2R La Mondiale - Astana - Bahrain-Merida - Bora-Hansgrohe - Cannondale-Drapac - Dimension Data - FDJ - Katusha-Alpecin - Lotto-Soudal - Lotto NL-Jumbo - Movistar Team - Orica-Scott - Quick-Step Floors - Sky - Team Sunweb - Trek-Segafredo - UAE Team Emirates - BMC Racing Team Equipos continentales profesionales (2)- Caja Rural-Seguros RGA - Cofidis, Solutions Crédits |
| |

## Etapas
| Etapa     | Fecha    | Recorrido                 | type                    | Distancia (km) | Ganador            | Líder              |
| --------- | -------- | ------------------------- | ----------------------- | -------------- | ------------------ | ------------------ |
| 1.ª etapa | 3 de abr | Pamplona – Valle de Egüés | etapa escarpada         | 153,3          | Michael Matthews   | Michael Matthews   |
| 2.ª etapa | 4 de abr | Pamplona – Elciego        | etapa de media montaña  | 173,4          | Michael Albasini   | Michael Matthews   |
| 3.ª etapa | 5 de abr | Vitoria – San Sebastián   | etapa de media montaña  | 160,5          | David de la Cruz   | David de la Cruz   |
| 4.ª etapa | 6 de abr | San Sebastián – Bilbao    | etapa de media montaña  | 174,1          | Primož Roglič      | David de la Cruz   |
| 5.ª etapa | 7 de abr | Bilbao – Éibar            | etapa de montaña        | 139,8          | Alejandro Valverde | Alejandro Valverde |
| 6.ª etapa | 8 de abr | Éibar – Éibar             | contrarreloj individual | 27,7           | Primož Roglič      | Alejandro Valverde |

## Desarrollo de la carrera

### Etapa 1
| \| Clasificación de la etapa \| Clasificación de la etapa \| Clasificación de la etapa \| Clasificación de la etapa \| Clasificación de la etapa \| \| Ciclista \| Ciclista \| Equipo \| Tiempo \| \| \| ------------------------- \| ------------------------- \| ------------------------- \| ------------------------- \| ------------------------- \| \| 1.º \| Michael Matthews \| Team Sunweb \| 3 h 45 min 07 s \| \| \| 2.º \| Jay McCarthy \| Bora-Hansgrohe \| + 0 s \| \| \| 3.º \| Simon Gerrans \| Orica-Scott \| + 0 s \| \| \| 4.º \| Jhonatan Restrepo \| Katusha-Alpecin \| + 0 s \| \| \| 5.º \| Sean De Bie \| Lotto-Soudal \| + 0 s \| \| \| 6.º \| Maximiliano Richeze \| Quick-Step Floors \| + 0 s \| \| \| 7.º \| Rigoberto Urán \| Cannondale-Drapac \| + 0 s \| \| \| 8.º \| Anthony Roux \| FDJ \| + 0 s \| \| \| 9.º \| Benjamin Swift \| UAE Team Emirates \| + 0 s \| \| \| 10.º \| Gregor Mühlberger \| Bora-Hansgrohe \| + 0 s \| \| |                     |                   |                 |
| |                     |                   |                 |
| Fuente: ProCyclingStats |                     |                   |                 |
| Clasificación de la etapa |                     |                   |                 |
| Ciclista | Ciclista            | Equipo            | Tiempo          |
| 1.º | Michael Matthews    | Team Sunweb       | 3 h 45 min 07 s |
| 2.º | Jay McCarthy        | Bora-Hansgrohe    | + 0 s           |
| 3.º | Simon Gerrans       | Orica-Scott       | + 0 s           |
| 4.º | Jhonatan Restrepo   | Katusha-Alpecin   | + 0 s           |
| 5.º | Sean De Bie         | Lotto-Soudal      | + 0 s           |
| 6.º | Maximiliano Richeze | Quick-Step Floors | + 0 s           |
| 7.º | Rigoberto Urán      | Cannondale-Drapac | + 0 s           |
| 8.º | Anthony Roux        | FDJ               | + 0 s           |
| 9.º | Benjamin Swift      | UAE Team Emirates | + 0 s           |
| 10.º | Gregor Mühlberger   | Bora-Hansgrohe    | + 0 s           |

| \| Clasificación general \| Clasificación general \| Clasificación general \| Clasificación general \| Clasificación general \| \| Ciclista \| Ciclista \| Equipo \| Tiempo \| \| \| --------------------- \| --------------------- \| --------------------- \| --------------------- \| --------------------- \| \| 1.º \| Michael Matthews \| Team Sunweb \| 3 h 45 min 07 s \| \| \| 2.º \| Jay McCarthy \| Bora-Hansgrohe \| + 0 s \| \| \| 3.º \| Simon Gerrans \| Orica-Scott \| + 0 s \| \| \| 4.º \| Jhonatan Restrepo \| Katusha-Alpecin \| + 0 s \| \| \| 5.º \| Sean De Bie \| Lotto-Soudal \| + 0 s \| \| \| 6.º \| Maximiliano Richeze \| Quick-Step Floors \| + 0 s \| \| \| 7.º \| Rigoberto Urán \| Cannondale-Drapac \| + 0 s \| \| \| 8.º \| Anthony Roux \| FDJ \| + 0 s \| \| \| 9.º \| Benjamin Swift \| UAE Team Emirates \| + 0 s \| \| \| 10.º \| Gregor Mühlberger \| Bora-Hansgrohe \| + 0 s \| \| |                     |                   |                 |
| |                     |                   |                 |
| Fuente: ProCyclingStats |                     |                   |                 |
| Clasificación general |                     |                   |                 |
| Ciclista | Ciclista            | Equipo            | Tiempo          |
| 1.º | Michael Matthews    | Team Sunweb       | 3 h 45 min 07 s |
| 2.º | Jay McCarthy        | Bora-Hansgrohe    | + 0 s           |
| 3.º | Simon Gerrans       | Orica-Scott       | + 0 s           |
| 4.º | Jhonatan Restrepo   | Katusha-Alpecin   | + 0 s           |
| 5.º | Sean De Bie         | Lotto-Soudal      | + 0 s           |
| 6.º | Maximiliano Richeze | Quick-Step Floors | + 0 s           |
| 7.º | Rigoberto Urán      | Cannondale-Drapac | + 0 s           |
| 8.º | Anthony Roux        | FDJ               | + 0 s           |
| 9.º | Benjamin Swift      | UAE Team Emirates | + 0 s           |
| 10.º | Gregor Mühlberger   | Bora-Hansgrohe    | + 0 s           |

### Etapa 2
| \| Clasificación de la etapa \| Clasificación de la etapa \| Clasificación de la etapa \| Clasificación de la etapa \| Clasificación de la etapa \| \| Ciclista \| Ciclista \| Equipo \| Tiempo \| \| \| ------------------------- \| ------------------------- \| ------------------------- \| ------------------------- \| ------------------------- \| \| 1.º \| Michael Albasini \| Orica-Scott \| 4 h 35 min 22 s \| \| \| 2.º \| Maximiliano Richeze \| Quick-Step Floors \| + 0 s \| \| \| 3.º \| Sean De Bie \| Lotto-Soudal \| + 0 s \| \| \| 4.º \| Michael Matthews \| Team Sunweb \| + 0 s \| \| \| 5.º \| Paul Martens \| LottoNL-Jumbo \| + 0 s \| \| \| 6.º \| Matej Mohorič \| UAE Team Emirates \| + 0 s \| \| \| 7.º \| Alejandro Valverde \| Movistar Team \| + 0 s \| \| \| 8.º \| Rudy Molard \| FDJ \| + 0 s \| \| \| 9.º \| Manuele Mori \| UAE Team Emirates \| + 0 s \| \| \| 10.º \| Michał Kwiatkowski \| Team Sky \| + 0 s \| \| |                     |                   |                 |
| |                     |                   |                 |
| Fuente: ProCyclingStats |                     |                   |                 |
| Clasificación de la etapa |                     |                   |                 |
| Ciclista | Ciclista            | Equipo            | Tiempo          |
| 1.º | Michael Albasini    | Orica-Scott       | 4 h 35 min 22 s |
| 2.º | Maximiliano Richeze | Quick-Step Floors | + 0 s           |
| 3.º | Sean De Bie         | Lotto-Soudal      | + 0 s           |
| 4.º | Michael Matthews    | Team Sunweb       | + 0 s           |
| 5.º | Paul Martens        | LottoNL-Jumbo     | + 0 s           |
| 6.º | Matej Mohorič       | UAE Team Emirates | + 0 s           |
| 7.º | Alejandro Valverde  | Movistar Team     | + 0 s           |
| 8.º | Rudy Molard         | FDJ               | + 0 s           |
| 9.º | Manuele Mori        | UAE Team Emirates | + 0 s           |
| 10.º | Michał Kwiatkowski  | Team Sky          | + 0 s           |

| \| Clasificación general \| Clasificación general \| Clasificación general \| Clasificación general \| Clasificación general \| \| Ciclista \| Ciclista \| Equipo \| Tiempo \| \| \| --------------------- \| --------------------- \| --------------------- \| --------------------- \| --------------------- \| \| 1.º \| Michael Matthews \| Team Sunweb \| 8 h 20 min 29 s \| \| \| 2.º \| Maximiliano Richeze \| Quick-Step Floors \| + 0 s \| \| \| 3.º \| Sean De Bie \| Lotto-Soudal \| + 0 s \| \| \| 4.º \| Michael Schwarzmann \| Bora-Hansgrohe \| + 0 s \| \| \| 5.º \| Alejandro Valverde \| Movistar Team \| + 0 s \| \| \| 6.º \| Jay McCarthy \| Bora-Hansgrohe \| + 0 s \| \| \| 7.º \| Matej Mohorič \| UAE Team Emirates \| + 0 s \| \| \| 8.º \| Patrick Konrad \| Bora-Hansgrohe \| + 0 s \| \| \| 9.º \| Michał Kwiatkowski \| Team Sky \| + 0 s \| \| \| 10.º \| Anthony Roux \| FDJ \| + 0 s \| \| |                     |                   |                 |
| |                     |                   |                 |
| Fuente: ProCyclingStats |                     |                   |                 |
| Clasificación general |                     |                   |                 |
| Ciclista | Ciclista            | Equipo            | Tiempo          |
| 1.º | Michael Matthews    | Team Sunweb       | 8 h 20 min 29 s |
| 2.º | Maximiliano Richeze | Quick-Step Floors | + 0 s           |
| 3.º | Sean De Bie         | Lotto-Soudal      | + 0 s           |
| 4.º | Michael Schwarzmann | Bora-Hansgrohe    | + 0 s           |
| 5.º | Alejandro Valverde  | Movistar Team     | + 0 s           |
| 6.º | Jay McCarthy        | Bora-Hansgrohe    | + 0 s           |
| 7.º | Matej Mohorič       | UAE Team Emirates | + 0 s           |
| 8.º | Patrick Konrad      | Bora-Hansgrohe    | + 0 s           |
| 9.º | Michał Kwiatkowski  | Team Sky          | + 0 s           |
| 10.º | Anthony Roux        | FDJ               | + 0 s           |

### Etapa 3
| \| Clasificación de la etapa \| Clasificación de la etapa \| Clasificación de la etapa \| Clasificación de la etapa \| Clasificación de la etapa \| \| Ciclista \| Ciclista \| Equipo \| Tiempo \| \| \| ------------------------- \| ------------------------- \| ------------------------- \| ------------------------- \| ------------------------- \| \| 1.º \| David de la Cruz \| Quick-Step Floors \| 3 h 54 min 25 s \| \| \| 2.º \| Michał Kwiatkowski \| Team Sky \| + 3 s \| \| \| 3.º \| Jay McCarthy \| Bora-Hansgrohe \| + 3 s \| \| \| 4.º \| Alejandro Valverde \| Movistar Team \| + 3 s \| \| \| 5.º \| Giovanni Visconti \| Bahrain-Merida \| + 3 s \| \| \| 6.º \| Rudy Molard \| FDJ \| + 3 s \| \| \| 7.º \| Diego Ulissi \| UAE Team Emirates \| + 3 s \| \| \| 8.º \| Patrick Konrad \| Bora-Hansgrohe \| + 3 s \| \| \| 9.º \| Tosh Van der Sande \| Lotto-Soudal \| + 3 s \| \| \| 10.º \| Warren Barguil \| Team Sunweb \| + 3 s \| \| |                    |                   |                 |
| |                    |                   |                 |
| Fuente: ProCyclingStats |                    |                   |                 |
| Clasificación de la etapa |                    |                   |                 |
| Ciclista | Ciclista           | Equipo            | Tiempo          |
| 1.º | David de la Cruz   | Quick-Step Floors | 3 h 54 min 25 s |
| 2.º | Michał Kwiatkowski | Team Sky          | + 3 s           |
| 3.º | Jay McCarthy       | Bora-Hansgrohe    | + 3 s           |
| 4.º | Alejandro Valverde | Movistar Team     | + 3 s           |
| 5.º | Giovanni Visconti  | Bahrain-Merida    | + 3 s           |
| 6.º | Rudy Molard        | FDJ               | + 3 s           |
| 7.º | Diego Ulissi       | UAE Team Emirates | + 3 s           |
| 8.º | Patrick Konrad     | Bora-Hansgrohe    | + 3 s           |
| 9.º | Tosh Van der Sande | Lotto-Soudal      | + 3 s           |
| 10.º | Warren Barguil     | Team Sunweb       | + 3 s           |

| \| Clasificación general \| Clasificación general \| Clasificación general \| Clasificación general \| Clasificación general \| \| Ciclista \| Ciclista \| Equipo \| Tiempo \| \| \| --------------------- \| ----------------------- \| --------------------- \| --------------------- \| --------------------- \| \| 1.º \| David de la Cruz \| Quick-Step Floors \| 12 h 14 min 54 s \| \| \| 2.º \| Jay McCarthy \| Bora-Hansgrohe \| + 3 s \| \| \| 3.º \| Alejandro Valverde \| Movistar Team \| + 3 s \| \| \| 4.º \| Michał Kwiatkowski \| Team Sky \| + 3 s \| \| \| 5.º \| Patrick Konrad \| Bora-Hansgrohe \| + 3 s \| \| \| 6.º \| Rudy Molard \| FDJ \| + 3 s \| \| \| 7.º \| Tosh Van der Sande \| Lotto-Soudal \| + 3 s \| \| \| 8.º \| Luis León Sánchez \| Astana \| + 3 s \| \| \| 9.º \| Romain Bardet \| AG2R La Mondiale \| + 3 s \| \| \| 10.º \| Rubén Fernández Andújar \| Movistar Team \| + 3 s \| \| |                         |                   |                  |
| |                         |                   |                  |
| Fuente: ProCyclingStats |                         |                   |                  |
| Clasificación general |                         |                   |                  |
| Ciclista | Ciclista                | Equipo            | Tiempo           |
| 1.º | David de la Cruz        | Quick-Step Floors | 12 h 14 min 54 s |
| 2.º | Jay McCarthy            | Bora-Hansgrohe    | + 3 s            |
| 3.º | Alejandro Valverde      | Movistar Team     | + 3 s            |
| 4.º | Michał Kwiatkowski      | Team Sky          | + 3 s            |
| 5.º | Patrick Konrad          | Bora-Hansgrohe    | + 3 s            |
| 6.º | Rudy Molard             | FDJ               | + 3 s            |
| 7.º | Tosh Van der Sande      | Lotto-Soudal      | + 3 s            |
| 8.º | Luis León Sánchez       | Astana            | + 3 s            |
| 9.º | Romain Bardet           | AG2R La Mondiale  | + 3 s            |
| 10.º | Rubén Fernández Andújar | Movistar Team     | + 3 s            |

### Etapa 4
| \| Clasificación de la etapa \| Clasificación de la etapa \| Clasificación de la etapa \| Clasificación de la etapa \| Clasificación de la etapa \| \| Ciclista \| Ciclista \| Equipo \| Tiempo \| \| \| ------------------------- \| ------------------------- \| ------------------------- \| ------------------------- \| ------------------------- \| \| 1.º \| Primož Roglič \| LottoNL-Jumbo \| 4 h 23 min 46 s \| \| \| 2.º \| Michael Matthews \| Team Sunweb \| + 3 s \| \| \| 3.º \| Giovanni Visconti \| Bahrain-Merida \| + 3 s \| \| \| 4.º \| Michał Kwiatkowski \| Team Sky \| + 3 s \| \| \| 5.º \| Simon Yates \| Orica-Scott \| + 3 s \| \| \| 6.º \| Patrick Konrad \| Bora-Hansgrohe \| + 3 s \| \| \| 7.º \| Rudy Molard \| FDJ \| + 3 s \| \| \| 8.º \| Diego Ulissi \| UAE Team Emirates \| + 3 s \| \| \| 9.º \| Emanuel Buchmann \| Bora-Hansgrohe \| + 3 s \| \| \| 10.º \| Alejandro Valverde \| Movistar Team \| + 3 s \| \| |                    |                   |                 |
| |                    |                   |                 |
| Fuente: ProCyclingStats |                    |                   |                 |
| Clasificación de la etapa |                    |                   |                 |
| Ciclista | Ciclista           | Equipo            | Tiempo          |
| 1.º | Primož Roglič      | LottoNL-Jumbo     | 4 h 23 min 46 s |
| 2.º | Michael Matthews   | Team Sunweb       | + 3 s           |
| 3.º | Giovanni Visconti  | Bahrain-Merida    | + 3 s           |
| 4.º | Michał Kwiatkowski | Team Sky          | + 3 s           |
| 5.º | Simon Yates        | Orica-Scott       | + 3 s           |
| 6.º | Patrick Konrad     | Bora-Hansgrohe    | + 3 s           |
| 7.º | Rudy Molard        | FDJ               | + 3 s           |
| 8.º | Diego Ulissi       | UAE Team Emirates | + 3 s           |
| 9.º | Emanuel Buchmann   | Bora-Hansgrohe    | + 3 s           |
| 10.º | Alejandro Valverde | Movistar Team     | + 3 s           |

| \| Clasificación general \| Clasificación general \| Clasificación general \| Clasificación general \| Clasificación general \| \| Ciclista \| Ciclista \| Equipo \| Tiempo \| \| \| --------------------- \| ----------------------- \| --------------------- \| --------------------- \| --------------------- \| \| 1.º \| David de la Cruz \| Quick-Step Floors \| 16 h 38 min 43 s \| \| \| 2.º \| Primož Roglič \| LottoNL-Jumbo \| + 0 s \| \| \| 3.º \| Michał Kwiatkowski \| Team Sky \| + 3 s \| \| \| 4.º \| Alejandro Valverde \| Movistar Team \| + 3 s \| \| \| 5.º \| Patrick Konrad \| Bora-Hansgrohe \| + 3 s \| \| \| 6.º \| Rudy Molard \| FDJ \| + 3 s \| \| \| 7.º \| George Bennett \| LottoNL-Jumbo \| + 3 s \| \| \| 8.º \| Rubén Fernández Andújar \| Movistar Team \| + 3 s \| \| \| 9.º \| Rigoberto Urán \| Cannondale-Drapac \| + 3 s \| \| \| 10.º \| Romain Bardet \| AG2R La Mondiale \| + 3 s \| \| |                         |                   |                  |
| |                         |                   |                  |
| Fuente: ProCyclingStats |                         |                   |                  |
| Clasificación general |                         |                   |                  |
| Ciclista | Ciclista                | Equipo            | Tiempo           |
| 1.º | David de la Cruz        | Quick-Step Floors | 16 h 38 min 43 s |
| 2.º | Primož Roglič           | LottoNL-Jumbo     | + 0 s            |
| 3.º | Michał Kwiatkowski      | Team Sky          | + 3 s            |
| 4.º | Alejandro Valverde      | Movistar Team     | + 3 s            |
| 5.º | Patrick Konrad          | Bora-Hansgrohe    | + 3 s            |
| 6.º | Rudy Molard             | FDJ               | + 3 s            |
| 7.º | George Bennett          | LottoNL-Jumbo     | + 3 s            |
| 8.º | Rubén Fernández Andújar | Movistar Team     | + 3 s            |
| 9.º | Rigoberto Urán          | Cannondale-Drapac | + 3 s            |
| 10.º | Romain Bardet           | AG2R La Mondiale  | + 3 s            |

### Etapa 5
| \| Clasificación de la etapa \| Clasificación de la etapa \| Clasificación de la etapa \| Clasificación de la etapa \| Clasificación de la etapa \| \| Ciclista \| Ciclista \| Equipo \| Tiempo \| \| \| ------------------------- \| ------------------------- \| ------------------------- \| ------------------------- \| ------------------------- \| \| 1.º \| Alejandro Valverde \| Movistar Team \| 3 h 26 min 32 s \| \| \| 2.º \| Romain Bardet \| AG2R La Mondiale \| + 0 s \| \| \| 3.º \| Rigoberto Urán \| Cannondale-Drapac \| + 0 s \| \| \| 4.º \| Michael Woods \| Cannondale-Drapac \| + 0 s \| \| \| 5.º \| Louis Meintjes \| UAE Team Emirates \| + 0 s \| \| \| 6.º \| Alberto Contador \| Trek-Segafredo \| + 3 s \| \| \| 7.º \| Ion Izagirre \| Bahrain-Merida \| + 15 s \| \| \| 8.º \| Sergio Luis Henao \| Team Sky \| + 15 s \| \| \| 9.º \| Simon Yates \| Orica-Scott \| + 15 s \| \| \| 10.º \| David de la Cruz \| Quick-Step Floors \| + 22 s \| \| |                    |                   |                 |
| |                    |                   |                 |
| Fuente: ProCyclingStats |                    |                   |                 |
| Clasificación de la etapa |                    |                   |                 |
| Ciclista | Ciclista           | Equipo            | Tiempo          |
| 1.º | Alejandro Valverde | Movistar Team     | 3 h 26 min 32 s |
| 2.º | Romain Bardet      | AG2R La Mondiale  | + 0 s           |
| 3.º | Rigoberto Urán     | Cannondale-Drapac | + 0 s           |
| 4.º | Michael Woods      | Cannondale-Drapac | + 0 s           |
| 5.º | Louis Meintjes     | UAE Team Emirates | + 0 s           |
| 6.º | Alberto Contador   | Trek-Segafredo    | + 3 s           |
| 7.º | Ion Izagirre       | Bahrain-Merida    | + 15 s          |
| 8.º | Sergio Luis Henao  | Team Sky          | + 15 s          |
| 9.º | Simon Yates        | Orica-Scott       | + 15 s          |
| 10.º | David de la Cruz   | Quick-Step Floors | + 22 s          |

| \| Clasificación general \| Clasificación general \| Clasificación general \| Clasificación general \| Clasificación general \| \| Ciclista \| Ciclista \| Equipo \| Tiempo \| \| \| --------------------- \| --------------------- \| --------------------- \| --------------------- \| --------------------- \| \| 1.º \| Alejandro Valverde \| Movistar Team \| 20 h 05 min 18 s \| \| \| 2.º \| Rigoberto Urán \| Cannondale-Drapac \| + 0 s \| \| \| 3.º \| Romain Bardet \| AG2R La Mondiale \| + 0 s \| \| \| 4.º \| Louis Meintjes \| UAE Team Emirates \| + 0 s \| \| \| 5.º \| Michael Woods \| Cannondale-Drapac \| + 0 s \| \| \| 6.º \| Alberto Contador \| Trek-Segafredo \| + 3 s \| \| \| 7.º \| Ion Izagirre \| Bahrain-Merida \| + 15 s \| \| \| 8.º \| Sergio Luis Henao \| Team Sky \| + 15 s \| \| \| 9.º \| David de la Cruz \| Quick-Step Floors \| + 19 s \| \| \| 10.º \| Patrick Konrad \| Bora-Hansgrohe \| + 22 s \| \| |                    |                   |                  |
| |                    |                   |                  |
| Fuente: ProCyclingStats |                    |                   |                  |
| Clasificación general |                    |                   |                  |
| Ciclista | Ciclista           | Equipo            | Tiempo           |
| 1.º | Alejandro Valverde | Movistar Team     | 20 h 05 min 18 s |
| 2.º | Rigoberto Urán     | Cannondale-Drapac | + 0 s            |
| 3.º | Romain Bardet      | AG2R La Mondiale  | + 0 s            |
| 4.º | Louis Meintjes     | UAE Team Emirates | + 0 s            |
| 5.º | Michael Woods      | Cannondale-Drapac | + 0 s            |
| 6.º | Alberto Contador   | Trek-Segafredo    | + 3 s            |
| 7.º | Ion Izagirre       | Bahrain-Merida    | + 15 s           |
| 8.º | Sergio Luis Henao  | Team Sky          | + 15 s           |
| 9.º | David de la Cruz   | Quick-Step Floors | + 19 s           |
| 10.º | Patrick Konrad     | Bora-Hansgrohe    | + 22 s           |

### Etapa 6
| \| Clasificación de la etapa \| Clasificación de la etapa \| Clasificación de la etapa \| Clasificación de la etapa \| Clasificación de la etapa \| \| Ciclista \| Ciclista \| Equipo \| Tiempo \| \| \| ------------------------- \| ------------------------- \| ------------------------- \| ------------------------- \| ------------------------- \| \| 1.º \| Primož Roglič \| LottoNL-Jumbo \| 35 min 58 s \| \| \| 2.º \| Alejandro Valverde \| Movistar Team \| + 9 s \| \| \| 3.º \| Ion Izagirre \| Bahrain-Merida \| + 15 s \| \| \| 4.º \| Alberto Contador \| Trek-Segafredo \| + 23 s \| \| \| 5.º \| David de la Cruz \| Quick-Step Floors \| + 34 s \| \| \| 6.º \| Michael Matthews \| Team Sunweb \| + 41 s \| \| \| 7.º \| Vasil Kiryienka \| Team Sky \| + 52 s \| \| \| 8.º \| Diego Ulissi \| UAE Team Emirates \| + 52 s \| \| \| 9.º \| Víctor de la Parte \| Movistar Team \| + 1 min 04 s \| \| \| 10.º \| George Bennett \| LottoNL-Jumbo \| + 1 min 23 s \| \| |                    |                   |              |
| |                    |                   |              |
| Fuente: ProCyclingStats |                    |                   |              |
| Clasificación de la etapa |                    |                   |              |
| Ciclista | Ciclista           | Equipo            | Tiempo       |
| 1.º | Primož Roglič      | LottoNL-Jumbo     | 35 min 58 s  |
| 2.º | Alejandro Valverde | Movistar Team     | + 9 s        |
| 3.º | Ion Izagirre       | Bahrain-Merida    | + 15 s       |
| 4.º | Alberto Contador   | Trek-Segafredo    | + 23 s       |
| 5.º | David de la Cruz   | Quick-Step Floors | + 34 s       |
| 6.º | Michael Matthews   | Team Sunweb       | + 41 s       |
| 7.º | Vasil Kiryienka    | Team Sky          | + 52 s       |
| 8.º | Diego Ulissi       | UAE Team Emirates | + 52 s       |
| 9.º | Víctor de la Parte | Movistar Team     | + 1 min 04 s |
| 10.º | George Bennett     | LottoNL-Jumbo     | + 1 min 23 s |

## Clasificaciones finales
Las clasificaciones finalizaron de la siguiente forma:

### Clasificación general
| \| Clasificación general \| Clasificación general \| Clasificación general \| Clasificación general \| Clasificación general \| \| Ciclista \| Ciclista \| Equipo \| Tiempo \| \| \| --------------------- \| --------------------- \| -------------------------- \| --------------------- \| --------------------- \| \| 1.º \| Alejandro Valverde \| Movistar Team \| 20 h 41 min 25 s \| \| \| 2.º \| Alberto Contador \| Trek-Segafredo \| + 17 s \| \| \| 3.º \| Ion Izagirre \| Bahrain-Merida \| + 21 s \| \| \| 4.º \| David de la Cruz \| Quick-Step Floors \| + 44 s \| \| \| 5.º \| Primož Roglič \| LottoNL-Jumbo \| + 59 s \| \| \| 6.º \| Louis Meintjes \| UAE Team Emirates \| + 1 min 19 s \| \| \| 7.º \| Patrick Konrad \| Bora-Hansgrohe \| + 1 min 40 s \| \| \| 8.º \| Sergio Luis Henao \| Team Sky \| + 1 min 51 s \| \| \| 9.º \| Rigoberto Urán \| Cannondale-Drapac \| + 1 min 56 s \| \| \| 10.º \| Simon Špilak \| Katusha-Alpecin \| + 2 min 01 s \| \| \| 11.º \| George Bennett \| LottoNL-Jumbo \| + 2 min 12 s \| \| \| 12.º \| Michael Woods \| Cannondale-Drapac \| + 2 min 16 s \| \| \| 13.º \| Emanuel Buchmann \| Bora-Hansgrohe \| + 2 min 22 s \| \| \| 14.º \| Enric Mas \| Quick-Step Floors \| + 2 min 23 s \| \| \| 15.º \| Romain Bardet \| AG2R La Mondiale \| + 2 min 24 s \| \| \| 16.º \| Warren Barguil \| Team Sunweb \| + 2 min 30 s \| \| \| 17.º \| Nicolas Edet \| Cofidis, Solutions Crédits \| + 2 min 34 s \| \| \| 18.º \| Alexis Vuillermoz \| AG2R La Mondiale \| + 2 min 50 s \| \| \| 19.º \| Sam Oomen \| Team Sunweb \| + 2 min 55 s \| \| \| 20.º \| Giovanni Visconti \| Bahrain-Merida \| + 3 min 11 s \| \| |                    |                            |                  |
| |                    |                            |                  |
| Fuente: ProCyclingStats |                    |                            |                  |
| Clasificación general |                    |                            |                  |
| Ciclista | Ciclista           | Equipo                     | Tiempo           |
| 1.º | Alejandro Valverde | Movistar Team              | 20 h 41 min 25 s |
| 2.º | Alberto Contador   | Trek-Segafredo             | + 17 s           |
| 3.º | Ion Izagirre       | Bahrain-Merida             | + 21 s           |
| 4.º | David de la Cruz   | Quick-Step Floors          | + 44 s           |
| 5.º | Primož Roglič      | LottoNL-Jumbo              | + 59 s           |
| 6.º | Louis Meintjes     | UAE Team Emirates          | + 1 min 19 s     |
| 7.º | Patrick Konrad     | Bora-Hansgrohe             | + 1 min 40 s     |
| 8.º | Sergio Luis Henao  | Team Sky                   | + 1 min 51 s     |
| 9.º | Rigoberto Urán     | Cannondale-Drapac          | + 1 min 56 s     |
| 10.º | Simon Špilak       | Katusha-Alpecin            | + 2 min 01 s     |
| 11.º | George Bennett     | LottoNL-Jumbo              | + 2 min 12 s     |
| 12.º | Michael Woods      | Cannondale-Drapac          | + 2 min 16 s     |
| 13.º | Emanuel Buchmann   | Bora-Hansgrohe             | + 2 min 22 s     |
| 14.º | Enric Mas          | Quick-Step Floors          | + 2 min 23 s     |
| 15.º | Romain Bardet      | AG2R La Mondiale           | + 2 min 24 s     |
| 16.º | Warren Barguil     | Team Sunweb                | + 2 min 30 s     |
| 17.º | Nicolas Edet       | Cofidis, Solutions Crédits | + 2 min 34 s     |
| 18.º | Alexis Vuillermoz  | AG2R La Mondiale           | + 2 min 50 s     |
| 19.º | Sam Oomen          | Team Sunweb                | + 2 min 55 s     |
| 20.º | Giovanni Visconti  | Bahrain-Merida             | + 3 min 11 s     |

### Clasificación por puntos
| Clasificación por puntos | Clasificación por puntos | Clasificación por puntos | Clasificación por puntos | Clasificación por puntos |
| Ciclista                 | Ciclista                 | Equipo                   | Puntos                   |                          |
| ------------------------ | ------------------------ | ------------------------ | ------------------------ | ------------------------ |
| 1.º                      | Alejandro Valverde       | Movistar Team            | 74 pts                   |                          |
| 2.º                      | Michael Matthews         | Team Sunweb              | 69 pts                   |                          |
| 3.º                      | Primož Roglič            | LottoNL-Jumbo            | 54 pts                   |                          |
| 4.º                      | David de la Cruz         | Quick-Step Floors        | 48 pts                   |                          |
| 5.º                      | Michał Kwiatkowski       | Team Sky                 | 40 pts                   |                          |
| 6.º                      | Jay McCarthy             | Bora-Hansgrohe           | 36 pts                   |                          |
| 7.º                      | Patrick Konrad           | Bora-Hansgrohe           | 31 pts                   |                          |
| 8.º                      | Rigoberto Urán           | Cannondale-Drapac        | 29 pts                   |                          |
| 9.º                      | Giovanni Visconti        | Bahrain-Merida           | 28 pts                   |                          |
| 10.º                     | Rudy Molard              | FDJ                      | 27 pts                   |                          |

### Clasificación de la montaña
| Clasificación de la montaña | Clasificación de la montaña | Clasificación de la montaña | Clasificación de la montaña | Clasificación de la montaña |
| Ciclista                    | Ciclista                    | Equipo                      | Puntos                      |                             |
| --------------------------- | --------------------------- | --------------------------- | --------------------------- | --------------------------- |
| 1.º                         | Alex Howes                  | Cannondale-Drapac           | 27 pts                      |                             |
| 2.º                         | Yoann Bagot                 | Cofidis, Solutions Crédits  | 23 pts                      |                             |
| 3.º                         | Matteo Montaguti            | AG2R La Mondiale            | 15 pts                      |                             |
| 4.º                         | Igor Antón                  | Dimension Data              | 14 pts                      |                             |
| 5.º                         | Stéphane Rossetto           | Cofidis, Solutions Crédits  | 14 pts                      |                             |
| 6.º                         | Jack Haig                   | Orica-Scott                 | 12 pts                      |                             |
| 7.º                         | Louis Meintjes              | UAE Team Emirates           | 10 pts                      |                             |
| 8.º                         | Omar Fraile                 | Dimension Data              | 10 pts                      |                             |
| 9.º                         | Simon Yates                 | Orica-Scott                 | 10 pts                      |                             |
| 10.º                        | Jakob Fuglsang              | Astana                      | 10 pts                      |                             |

### Clasificación por equipos
| Clasificación por equipos | Clasificación por equipos | Clasificación por equipos | Clasificación por equipos |
| Equipo                    | Equipo                    | Tiempo                    |                           |
| ------------------------- | ------------------------- | ------------------------- | ------------------------- |
| 1.º                       | Bahrain-Merida            | 62 h 11 min 22 s          |                           |
| 2.º                       | Movistar Team             | + 1 min 18 s              |                           |
| 3.º                       | Team Sunweb               | + 2 min 28 s              |                           |
| 4.º                       | Sky                       | + 2 min 38 s              |                           |
| 5.º                       | AG2R La Mondiale          | + 4 min 33 s              |                           |
| 6.º                       | Lotto NL-Jumbo            | + 5 min 25 s              |                           |
| 7.º                       | Quick-Step Floors         | + 5 min 37 s              |                           |
| 8.º                       | UAE Team Emirates         | + 6 min 37 s              |                           |
| 9.º                       | Bora-Hansgrohe            | + 10 min 38 s             |                           |
| 10.º                      | Orica-Scott               | + 13 min 22 s             |                           |

## Evolución de las clasificaciones
| Etapa                   |                         | Ganador _          | Clasificación general | Puntos             | Montaña     | Metas volantes  | Equipo _       |
| ----------------------- | ----------------------- | ------------------ | --------------------- | ------------------ | ----------- | --------------- | -------------- |
| 1.ª etapa               | etapa escarpada         | Michael Matthews   | Michael Matthews      | Michael Matthews   | Yoann Bagot | Lluís Mas       | Bora-Hansgrohe |
| 2.ª etapa               | etapa de media montaña  | Michael Albasini   | Michael Matthews      | Michael Matthews   | Yoann Bagot | Lluís Mas       | Bora-Hansgrohe |
| 3.ª etapa               | etapa de media montaña  | David de la Cruz   | David de la Cruz      | Michael Matthews   | Alex Howes  | Lluís Mas       | Bora-Hansgrohe |
| 4.ª etapa               | etapa de media montaña  | Primož Roglič      | David de la Cruz      | Michael Matthews   | Alex Howes  | Jonathan Lastra | Bahrain-Merida |
| 5.ª etapa               | etapa de montaña        | Alejandro Valverde | Alejandro Valverde    | Michael Matthews   | Alex Howes  | Lluís Mas       | Bahrain-Merida |
| 6.ª etapa               | contrarreloj individual | Primož Roglič      | Alejandro Valverde    | Alejandro Valverde | Alex Howes  | Lluís Mas       | Bahrain-Merida |
| Clasificaciones finales | Clasificaciones finales |                    | Alejandro Valverde    | Alejandro Valverde | Alex Howes  | Lluís Mas       | Bahrain-Merida |

## UCI World Ranking
La Vuelta al País Vasco otorga puntos para el UCI WorldTour 2017 y el UCI World Ranking, este último para corredores de los equipos en las categorías UCI ProTeam, Profesional Continental y Equipos Continentales. Las siguientes tablas son el baremo de puntuación y los corredores que obtuvieron puntos:
| Posición              | 1.ª | 2.ª | 3.ª | 4.ª | 5.ª | 6.ª | 7.ª | 8.ª | 9.ª | 10.ª |
| Clasificación general | 400 | 320 | 260 | 220 | 180 | 140 | 120 | 100 | 80  | 68   |
| Por etapa             | 50  | 20  | 8   |     |     |     |     |     |     |      |
| Líder                 | 8   |     |     |     |     |     |     |     |     |      |

| Clasificación | Clasificación      | Clasificación     | Clasificación | Clasificación | Clasificación | Clasificación |
| Posición      | Ciclista           | Equipo            | General       | Etapa         | Líder         | Total         |
| ------------- | ------------------ | ----------------- | ------------- | ------------- | ------------- | ------------- |
| 1.º           | Alejandro Valverde | Movistar Team     | 400           | 70            | 8             | 478           |
| 2.º           | Alberto Contador   | Trek-Segafredo    | 320           | -             | -             | 320           |
| 3.º           | David de la Cruz   | Quick-Step Floors | 220           | 50            | 16            | 286           |
| 4.º           | Primož Roglič      | LottoNL-Jumbo     | 180           | 100           | -             | 280           |
| 5.º           | Ion Izagirre       | Bahrain Merida    | 260           | 8             | -             | 268           |
| 6.º           | Louis Meintjes     | UAE Emirates      | 140           | -             | -             | 140           |
| 7.º           | Patrick Konrad     | Bora-Hansgrohe    | 120           | -             | -             | 120           |
| 8.º           | Sergio Luis Henao  | Sky               | 100           | -             | -             | 100           |
| 9.º           | Michael Matthews   | Sunweb            | 8             | 70            | 16            | 94            |
| 10.º          | Rigoberto Urán     | Cannondale-Drapac | 80            | 8             | -             | 88            |